# Danko Jones
I Danko Jones sono un gruppo hard rock canadese, formatosi a Toronto nel 1996.

## Formazione

### Formazione attuale
- Danko Jones – voce, chitarra
- John Calabrese – basso
- Rich Knox – batteria

### Ex componenti
- Damon Richardson – batteria
- Dan Cornelius – batteria
- Atom Willard – batteria

## Discografia

### Album in studio
- 2002 – Born a Lion
- 2003 – We Sweat Blood
- 2006 – Sleep Is the Enemy
- 2008 – Never Too Loud
- 2010 – Below the Belt
- 2012 – Rock and Roll Is Black and Blue
- 2015 – Fire Music
- 2017 – Wild Cat
- 2019 – A Rock Supreme
- 2021 – Power Trio
- 2023 – Electric Sounds

### Raccolte
- 2001 – I'm Alive and on Fire (A Collection of Songs: 1996-1999)
- 2009 – B-Sides
- 2009 –  This Is Danko Jones

### EP
- 1998 – Danko Jones
- 1999 – My Love Is Bold